# Tiszapalkonya
Tiszapalkonya is een plaats (község) en gemeente in het Hongaarse comitaat Borsod-Abaúj-Zemplén. Tiszapalkonya telt 1550 inwoners (2001).